# Lyria
Lyria é uma companhia de caminhos de ferro que gere as ligações de TGV entre França e a Suíça.
Na origem, em 1993, Lyria era um grupo de interesses económicos fundada conjuntamente  entre a SNCF e os CFF e cuja finalidade era a de  fazer a ligação por TGV entre Paris (Estação de Lyon)-Lausana e Paris (Estação de Lyon)-Berna e que em 2005 começou também a fazer Paris (Estação de Lyon)-Genebra.

## História
A partir de 1961 a ligação Paris (Estação de Lyon)-Lausana era assegurada pelo TEE. Dada a afluência crescente, é necessário aumentar o número de unidades de serviço o que se verifica difícil. A partir do Inverno de 1995, a linha de Lousana é prolongada aos sábados até Briga.
É em 2002 que esta companhia toma o nome de Lyria. Em 16 de Fevereiro de 2011 os CFF confirmaram a compra de dezanove TGV que serão postos em serviço Dezembro de 2012 a partir de Genebra, Lausana e Berna em direcção de Paris, e como as velocidades poderão atingir os 320 km/h a concorrência para o avião será rude. Desde o fim de 2011 as ligações são feitas com as carruagens tipo 2N2, para designar dois andares.
Ao total 19 ida-volta serão efectuadas entre Paris (Estação de Lyon) e a Suíça.

## Trajectos
Paris (Estação de Lyon) para:
- Genebra, via Bellegarde em 3h105
- Lausane, via La Dôle, em 3h39
- Berna, via La Dôle, em 4h38
- Fribourgo, via Mulhouse, previsto para Dezembro 2012
- Zurique, via Mulhouse, em 4h03

## Frota
- 2 TGV Duplex
- 2 TGV POS[1]